# Jojo

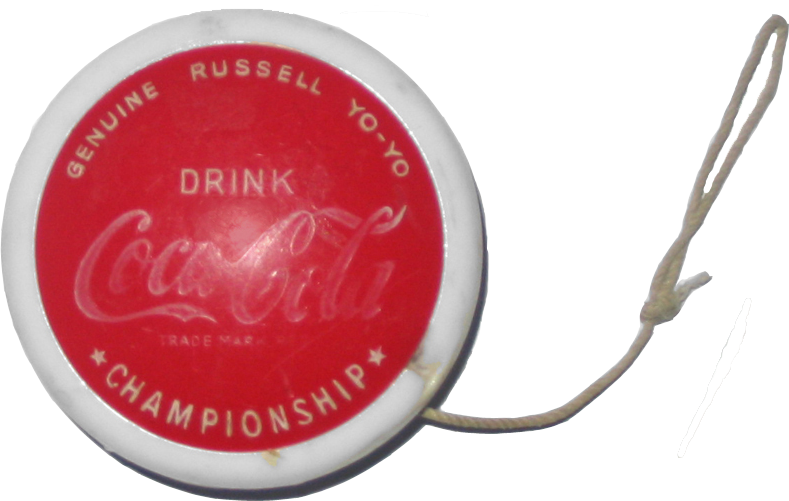
Reklamní jojo z 60. let 20. století

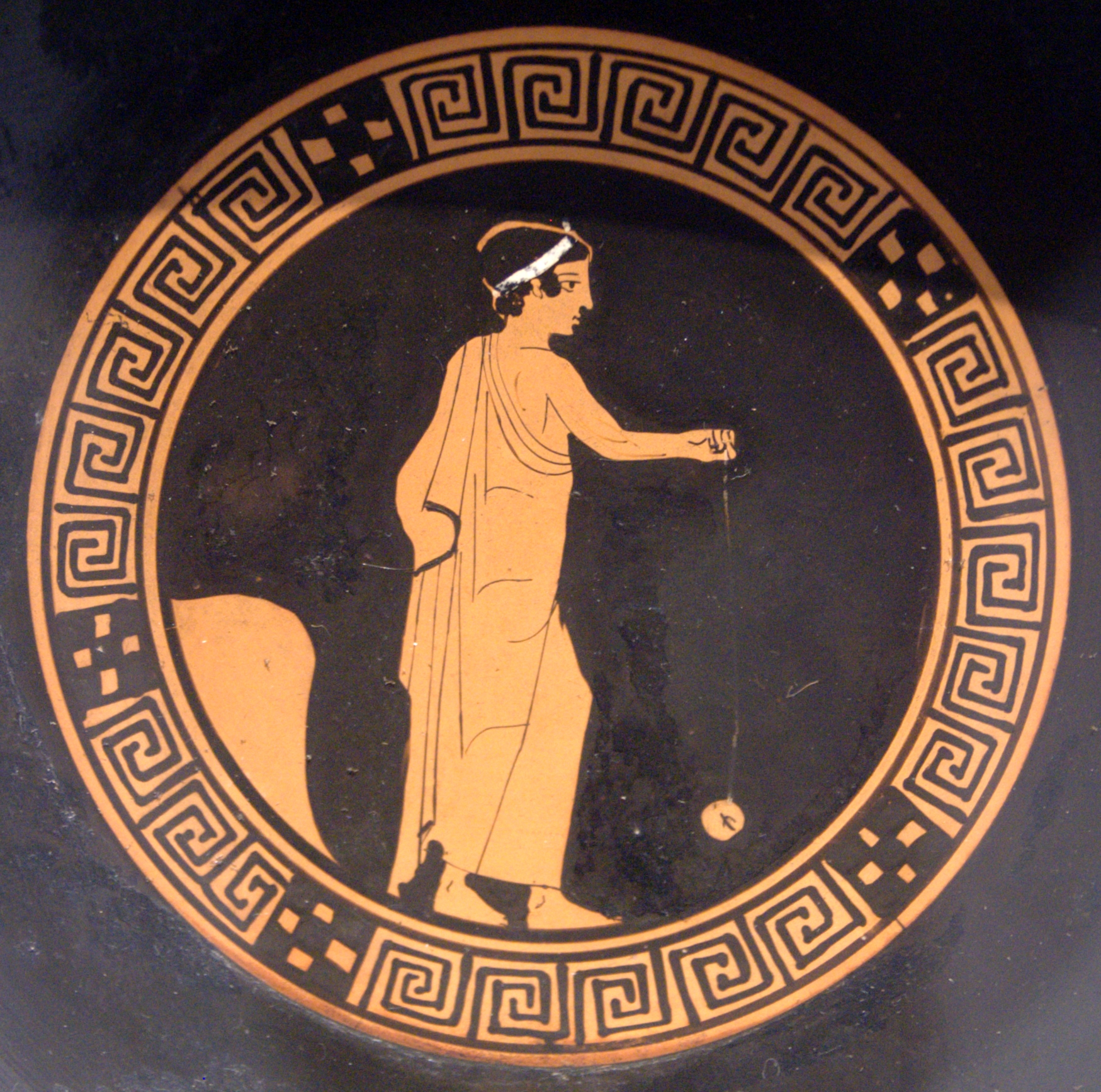
Mladík s jojem na antické keramice, cca 440 př. n. l.

Jojo (též jo jo, jo-jo, yoyo či yo-yo) je hračka tvořená dvěma stejně velkými a stejně těžkými disky vyrobenými ze dřeva, plastu nebo kovu a spojenými osou, okolo níž je omotán provázek. Na volném konci provázku je smyčka, jež se obvykle navléká na ukazováček, ale správně by se měl dávat na prostředník.

## Princip
Hráč pustí jojo, přivázané k prostředníku, volně z ruky. Provázek se začne odvíjet a jojo při pádu začíná rychle rotovat kolem své osy. Gyroskopický efekt jojo stabilizuje a jakmile se provázek celý odvine, začne se setrvačností ihned navíjet zpět. Pokud hráč v pravou chvíli jemně pohne rukou nahoru a dolů, pohyb hračky se neustále opakuje. Rychlost odvíjení a navíjení lze regulovat. Hračku lze pak vypouštět i jiným směrem, např. vodorovně přímo před sebe.

## Historie

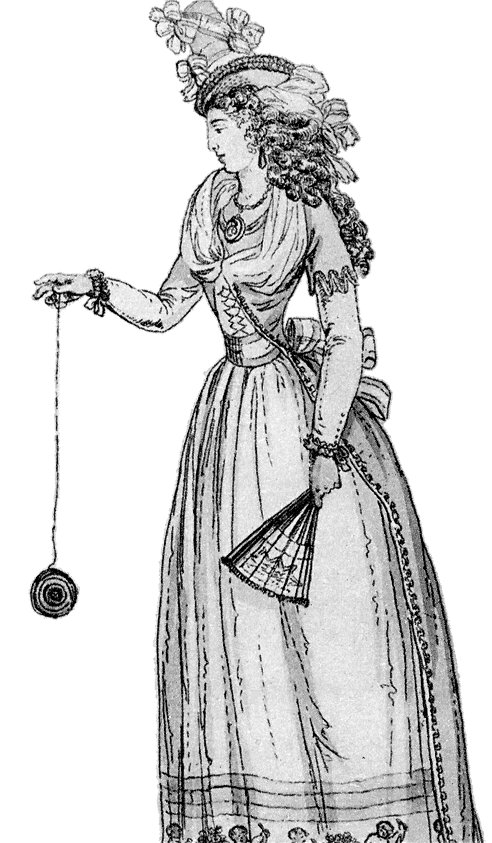
Dáma s jojem z francouzského módního žurnálu z roku 1791

Nejstarší dochované jojo je přes 4 000 let starý terakotový pozůstatek protoindické harappské kultury – v muzeu v Mohendžodaru jej pozorovali cestovatelé Hanzelka a Zikmund.
Další doložitelné zmínky pochází z Řecka – na kresbě na nádobě z období kolem roku 500 př. n. l. je zobrazen mladík hrající si s jojem. Archeologicky jsou doložené i samotné disky (nebo jejich keramické napodobeniny nalezené v hrobech dětí). Kresby z té doby lze údajně nalézt i v Egyptě. Další zmínka je až z 16. století – domorodci na Filipínách prý zabíjeli z korun stromů kořist na zemi spouštěním kamenů na laně a pokud se netrefili, kámen se jim vrátil zpátky. Tento popis sice jojo připomíná, nicméně není doložené, že šlo skutečně o tento princip.
Prokazatelné zobrazení joja je na krabičce z Indie z roku 1765, pak se velmi rychle dostalo do Evropy mezi aristokracii, jak dokazují obrazy z roku 1780. Na předrevolučním obraze z roku 1789 je s jojem v ruce zobrazen čtyřletý Ludvík XVII., a před bitvou u Waterloo si hraním s jojem krátili čas už i obyčejní francouzští vojáci. Další vlna zájmu o tuto hračku přišla ve 20. století z USA, kde dostalo název yo-yo (což má filipínsky znamenat „pojď-pojď“).

## Yoyo – moderní varianta joja

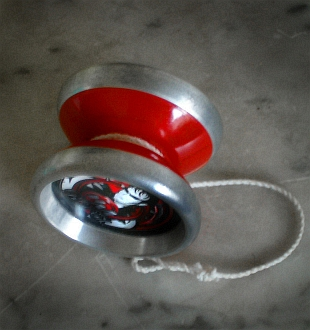
Tvar „butterfly“ – profil obou disků joja se zmenšuje směrem k jeho středu. Vhodné pro stringové, nevhodné pro loopovací triky

Zřejmě českou specialitou je používání pojmů jojo i yoyo. Jojo a jeho princip je popsaný výše, yoyo pak označuje zdánlivě stejnou hračku – provázek (tzv. string) však není napevno připevněn k ose spojující disky, je kolem ní obmotán (většinou jednou, pro snazší návrat yoya může i vícekrát), takže po vypuštění z ruky zůstane yoyo rotovat na konci stringu (tzv. trik sleeper). S tímto vylepšením přišel v roce 1928 Američan filipínského původu Pedro Flores – jeho yoya byla dřevěná, string byl z hedvábí a po ose klouzal.
Později byla patentována různá vylepšení – ložiska pro prodloužení doby rotace (světový rekord je 30 minut 28,3 s – Simpson Wong, Florida – 2012, yoyo BTH – C3yoyodesign), brzdný systém pro umožnění návratu yoya do ruky, různé tvary yoya (imperial, modified, pagoda a asi nejrozšířenější butterfly).
Toto vše umožnilo provádět s yoyem dříve netušené, tzv. stringové, triky. Původní jojování, kdy se jojo po odmotání na konec stringu začalo ihned vracet, připomíná v moderní době tzv. loopování – yoyo nezískává rotační energii pomocí gravitace, ale švihem prstu – pohybuje se pak po zdánlivě přímé dráze od ruky a zpět, není však při návratu do ruky chyceno, ale pohybem prstu je opět vysláno původním směrem, pro efekt je takto například možné si při yoyování lehnout a plynule pokračovat směrem vzhůru. Stringové triky využívají toho, že se yoyo samo nevrací (nejjednodušší a základní trik je výše zmíněný sleeper – ale pro nováčka může být i u tohoto triku problém jej zakončit, musí se naučit používat brzdný systém), pak je možné pracovat i se stringem – uchopit jej do druhé ruky, zaháknout za libovolný prst či prsty, obmotat kolem samotného yoya nebo toto vše kombinovat. Triků je nepřeberné množství, při soutěžním předvádění předepsaných triků začíná trik vyhozením yoya z ruky a končí návratem do téže ruky, jinak yoyer triky různě kombinuje a navazuje, popřípadě vymýšlí vlastní.

## Soutěže

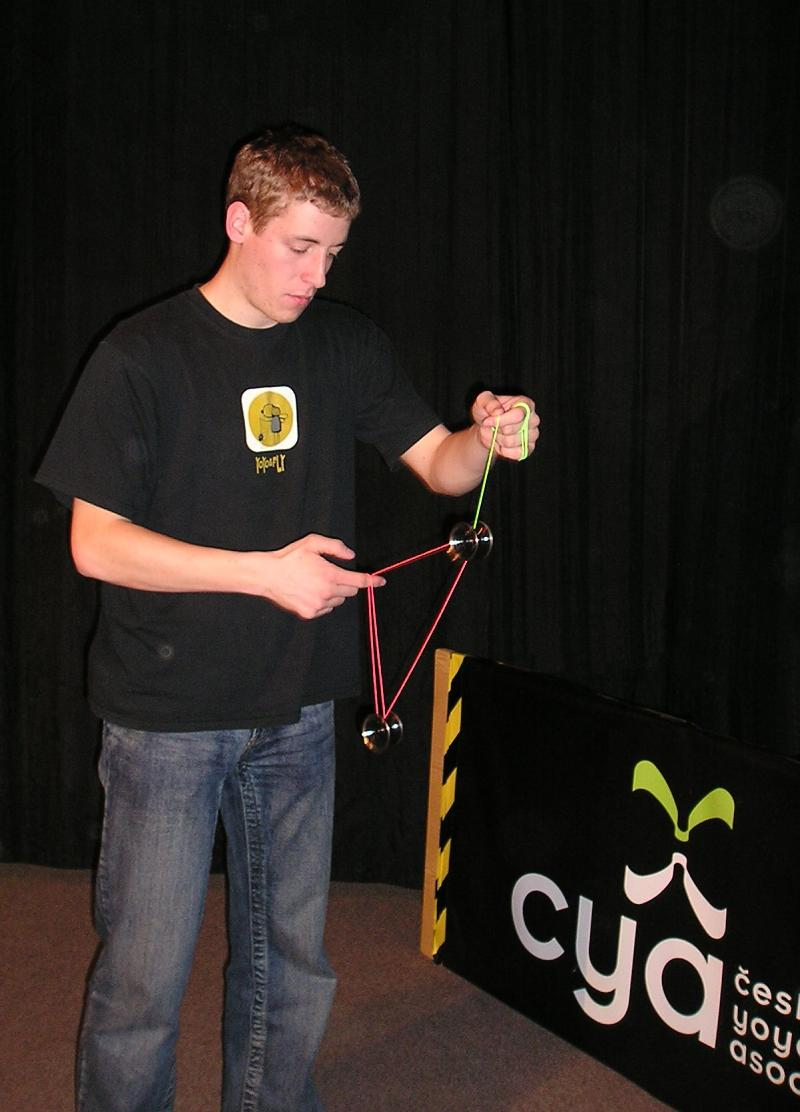
Kategorii 3A – dvě rotující yoya – předvádí Ondřej Šedivý

Dokud nebylo vynalezeno yoyo, spočívaly soutěže převážně ve vytrvalostním „jojování“. S příchodem yoya se začala hodnotit šikovnost soupeřů, tedy jak složité triky jsou schopní bezchybně předvést. Hodnotí se provedení předepsaných triků a/nebo tzv. freestyle – volná sestava, kdy soutěžící předvádí ve stanoveném čase sestavy triků, rozhodčí pak hodnotí podobně jako ve sportovní gymnastice. Soutěže jsou, jako ve většině sportovních odvětví, pořádány na národní i nadnárodní úrovni.

### Základní soutěžní kategorie
- 1A: soutěžící používá yoyo k předvádění stringových triků
- 2A: soutěžící používá dvě yoya najednou k loopovacím trikům
- 3A: dvě yoya ke stringovým trikům
- 4A: yoyo není připevněno ke stringu (tzv. off-string, připomíná diabolo)
- 5A: na druhém konci stringu je závaží, tzn. string není připevněn k prstu (tzv. freehand)

Kategorie mohou být na soutěžích různě slučovány, přidána kategorie 9A (4A + 5A = 9A), standardní doba (3 minuty) může být zkrácena atp. Nepravidelně bývá zařazována i káča (spintop). Na setkáních i při soutěžích zpravidla vznikají i klání spontánně (například kdo nejrychleji předvede předepsanou sérii triků, komu se nejrychleji dokutálí yoyo k obrubníku, komu vydrží yoyo nejdéle sleepovat...).

## Mistrovství ČR
Probíhají od roku 2004 každoročně v Praze na podzim. V roce 2005 přibyla k základní kategorii (1A rozdělená na začátečníky, středně pokročilé a pokročilé) kategorie x-division (tj. kategorie 2A – 5A). V roce 2009 se od X Division oddělila kategorie 5A (freehand) a navíc vznikla kategorie OPEN pro zahraniční účastníky. Dále byla od roku 2006 (s výjimkou roku 2008) přidružena příbuzná káča.

### Mistři ČR vkategorii 1A (Pokročilí)
- 2004 – Lukáš Zimovčák (Praha), kompletní výsledková listina
- 2005 – Pavel Krejčí (Plzeň), kompletní výsledková listina
- 2006 – Václav Kroutil (Praha), kompletní výsledková listina
- 2007 – Václav Kroutil (Praha), kompletní výsledková listina
- 2008 – Václav Kroutil (Praha), kompletní výsledková listina
- 2009 – Robert Kučera (Pardubice), kompletní výsledková listina
- 2010 – Václav Kroutil (Praha)
- 2011 – Tomáš Bubák (Praha), kompletní výsledková listina
- 2012 – Václav Kroutil (Praha), kompletní výsledková listina
- 2013 – Petr Kavka (Praha), kompletní výsledková listina
- 2014 – Jakub Dekan (Praha), kompletní výsledková listina
- 2015 – Jakub Dekan (Praha), kompletní výsledková listina
- 2016 – Michael Malík (Praha), kompletní výsledková listina
- 2017 – Michael Malík (Praha), kompletní výsledková listina
- 2018 – Michael Malík (Praha)
- 2019 – Michael Malík (Praha)
- 2021 – Matouš Tomeš (Praha), kompletní výsledky kategorie
- 2022 – Michael Malík (Praha), kompletní výsledky kategorie
- 2023 – Jakub Dolejš, kompletní výsledky kategorie

### Mistři ČR vkategorii X (2A, 3A, 4A, do r. 2008 i 5A)
- 2005 – Jan Kordovský (Praha), kompletní výsledková listina
- 2006 – Pavel Krejčí (Plzeň), kompletní výsledková listina
- 2007 – Petr Kavka (Praha), kompletní výsledková listina
- 2008 – Petr Kavka (Praha), kompletní výsledková listina
- 2009 – Zdeněk Hýbl (Kralupy nad Vltavou), kompletní výsledková listina
- 2010 – Ondřej Schmid (Nový Bor)
- 2011 – Michal Jaško (Dobruška), kompletní výsledková listina
- 2015 – Petr Kavka (Praha), 1. místo David Molnár (Maďarsko) kompletní výsledková listina
- 2016 – Matyáš Racek (Praha), kompletní výsledková listina
- 2021 – Jakub Dolejš (Praha), kompletní výsledky kategorie
- 2023 – Matyáš Racek, kompletní výsledky kategorie

### Vítězové vkategorii Double/Doublehanded (2A, 3A, vznikla z kategorie X v roce 2013)
- 2013 – Michal Jaško (Dobruška), kompletní výsledková listina
- 2017 – Matyáš Racek (Praha) kompletní výsledková listina
- 2017 – Matyáš Racek  (Praha)
- 2018 – Remy Baskin (USA), 2. Matyáš Racek
- 2019 – Matyáš Racek

### Mistři ČR vkategorii 4A (offstring, od roku 2013)
- 2013 – Ondřej Schmid, kompletní výsledková listina
- 2014 – Zdeněk Hýbl, kompletní výsledková listina
- 2015 – Michal Švarc, 1. místo Quentin Godet (Francie), kompletní výsledková listina
- 2016 – František Procházka (Úvaly), kompletní výsledková listina
- 2017 – František Procházka (Úvaly), kompletní výsledková listina
- 2018 – Jakub Dolejš (Praha)
- 2019 – František Procházka (Úvaly)
- 2023 – Jakub Dolejš (Praha), kompletní výsledky kategorie

### Mistři ČR vkategorii 5A (freehand, counter-weight)
- 2009 – Petr Kavka (Praha), kompletní výsledková listina
- 2010 – Petr Kavka (Praha)
- 2012 – Petr Kavka (Praha), kompletní výsledková listina
- 2013 – Petr Kavka (Praha), kompletní výsledková listina
- 2014 – Petr Kavka (Praha), kompletní výsledková listina
- 2016 – Petr Kavka (Praha), kompletní výsledková listina
- 2017 – Petr Kavka (Praha), kompletní výsledková listina
- 2018 – Petr Kavka (Praha), 1. byl Viktor Kollár (SK)
- 2019 – Petr Kavka (Praha)

Vítězky v kategorii Woman (nejedná se o mistrovskou kategorii)
- 2015 – Ann Connolly, kompletní výsledková listina
- 2016 – Veronika Kamenská, kompletní výsledková listina
- 2017 – Karolína Záhrubská, kompletní výsledková listina
- 2018 – Veronika Kamenská
- 2019 – Veronika Kamenská
- 2021 – Veronika Kamenská, kompletní výsledky kategorie
- 2022 - Kateřina Halíková, kompletní výsledky kategorie
- 2023 - Kateřina Halíková, kompletní výsledky kategorie

## Mistrovství Evropy
První novodobé Mistrovství Evropy proběhlo 30. a 31. ledna 2010 v Praze. Ceny předával čestný host Don Robertson, vítěz předchozího Evropského mistrovství, které se konalo v roce 1953 v Anglii. V letech 2010 až 2012 a 2016 probíhalo v Praze, v roce 2013 a 2014 v Budapešti, v roce 2015 v polském Krakově, v roce 2017 v Bratislavě, v roce 2018 v Lednici, 2019 v Ostravě.  Ročník 2020 byl zrušen kvůli pandemii covidu-19, připravovalo se v Trnavě, a po přestávce proběhlo v roce 2022 v Praze.

### Vítězové kategorie 1A
- 1953 Don Robertson (Velká Británie)
- 2010 Václav Kroutil (Česká republika)
- 2011 Tomáš Bubák (Česká republika)
- 2012 Grzegorz Wójcik (Polsko)
- 2013 Janos Karancz (Maďarsko)
- 2014 Carlos Braun (Německo)
- 2015 Jakub Dekan (Česká republika)
- 2016 Tal Mordoch (Izrael)
- 2017 Tal Mordoch (Izrael)
- 2018 Tal Mordoch (Izrael)
- 2019 Kacper Pałatyński (Polsko)
- 2022 Jakub Dolejš (Česká republika)
- 2024 Jakub Dolejš (Česká republika)

### Vítězové kategorie 2A
- 2010 Dave Geigle (Německo)
- 2011 Dave Geigle (Německo)
- 2012 Dave Geigle (Německo)
- 2013 Dave Geigle (Německo)
- 2014 Dave Geigle (Německo)
- 2015 Jan Schmutz (Švýcarsko)
- 2016 Naoto Okada (Německo)
- 2017 Clément Bertaux (Francie)
- 2018 Matyáš Racek (Česká republika)
- 2019 Huy Chan Chun  (Velká Británie)

### Vítězové kategorie 3A
- 2010 Lorenzo Sabatini (Itálie)
- 2011 David Molnár (Maďarsko)
- 2012 Michal Jaško (Česká republika)
- 2013 Michal Jaško (Česká republika)
- 2014 Michal Jaško (Česká republika)
- 2015 Stephen Langley (Velká Británie)
- 2016 Stephen Langley (Velká Británie)
- 2017 Stephen Langley (Velká Británie)
- 2018 Inoue Takuma (Japonsko, reprezentoval Maďarsko)
- 2019 Lorenzo Sabatini (Itálie)

### Vítězové kategorie Doublehanded (2A + 3A)
- 2022 Matyáš Racek (Česká republika)
- 2024 Jakub Dolejš (Česká republika)

### Vítězové kategorie 4A
- 2010 Nandor Groger (Maďarsko)
- 2011 Nandor Groger (Maďarsko)
- 2012 Lorenzo Sabatini (Itálie)
- 2013 Lorenzo Sabatini (Itálie)
- 2014 Quentin Godet (Francie, narozen ve Švýcarsku)
- 2015 Quentin Godet (Francie, narozen ve Švýcarsku)
- 2016 Naoto Okada (Německo)
- 2017 Quentin Godet (Francie, narozen ve Švýcarsku)
- 2018 František Procházka (Česká republika)
- 2019 František Procházka (Česká republika)
- 2022 Jakub Dolejš (Česká republika)
- 2024 Nagy Attila (Maďarsko)

### Vítězové kategorie 5A
- 2010 Petr Kavka (Česká republika)
- 2011 David Molnár (Maďarsko)
- 2012 Daniel Budai (Maďarsko)
- 2013 Ján Hlinka (Slovensko)
- 2014 David Molnár (Maďarsko)
- 2015 David Molnár (Maďarsko)
- 2016 David Molnár (Maďarsko)
- 2017 Viktor Kollár (Maďarsko)
- 2018 Inoue Takuma (Japonsko, reprezentoval Maďarsko)
- 2019 Petr Kavka (Česká republika)
- 2022 Petr Kavka (Česká republika)
- 2024 Viktor Kollár (Maďarsko)

## Mistrovství světa v yoyování
První mistrovství světa se konalo v roce 1932 v Londýně (zvítězil Harvey Lowe). Do devadesátých let dvacátého století probíhala další mistrovství nepravidelně a neoficiálně. Pravidelné novodobé mistrovství světa – World Yo-Yo Contest – se v letech 1992 až 1999 se přidružilo ke každoročním setkáním pořádaných mezinárodní žonglérskou asociací (International Jugglers' Association). V roce 2000 se osamostatnilo a každoročně probíhá začátkem srpna. Do roku 2013 se konalo v Orlandu na Floridě, pak převzala pořádání Mezinárodní Yo-Yo Federace a místo soutěže se nyní pravidelně mění v režimu Evropa–Asie–Amerika.
Místa konání mistrovství světa v yoyování:
- 2014 - Praha
- 2015 - Tokio
- 2016 - Cleveland
- 2017 - Reykjavík
- 2018 - Šanghaj
- 2019 - Cleveland
- 2020 byl planovaný v Maďarsku, zrušeno kvůli pandemii covidu-19.
- 2021,2022 - zrušeno kvůli pandemii covidu-19.
- 2023 - Osaka
- 2024 - Cleveland
- 2025 - Praha[2]
- 2025 - Himedži (Hjógo)

Soutěží se v šesti mistrovských kategoriích: 1A–5A a AP (Artistic performance) a dále v kategoriích Women, Junior a Over40.